# Храм Святого Фомы (Дели)
Храм святого апостола Фомы — строящийся православный храм в городе Дели (Индия). Храм будет возведён на территории посольского городка в районе Нью-Дели. Строительство инициировано Русской Православной Церковью по благословению святейшего Патриарха Московского и всея Руси Алексия II.

## История
На протяжении ряда лет по просьбе соотечественников, временно или постоянно проживающих в Индии, сотрудники Отдела внешних церковных связей в священном сане совершали богослужения на территории дипломатических представительств Российской Федерации. Сформировалась приходская община в Нью-Дели, где регулярные богослужения совершаются в маленьком домовом храме обустроенном в здании жилого сектора посольства Российской Федерации.
С 3 по 10 декабря 2006 года митрополит Смоленский и Калининградский Кирилл во главе делегации Русской Православной Церкви посетил Республику Индия. Под председательством митрополита Кирилла состоялось заседание инициативной группы, на котором было принято решение об учреждении в Нью-Дели православной общины святого апостола Фомы.
4 декабря 2006 года в праздник Введения во храм Пресвятой Богородицы на территории посольства Российской Федерации митрополит Кирилл совершил Божественную литургию. После богослужения митрополит передал в дар новосозданному приходу икону Введения во храм Пресвятой Богородицы и комплект богослужебных Миней, после чего на территории посольства состоялось освящение закладного камня православного храма во имя святого апостола Фомы.
В период 2006—2014 годов строительство храма находилось на начальной стадии: богослужения совершались только по крупным праздникам в домовом храме, обустроенном в небольшой комнате жилого сектора посольства. В 2013 году, после проведения переговоров между президентом Владимиром Путиным и премьер-министром Индии Манмохана Сингха, проект вступил в активную фазу.
Прихожанами храма в первую очередь являются российские соотечественники, и представители других славянских народов проживающие или путешествующие в Индии.

## Настоятели
- Протоиерей Геннадий Мороз — с 27 марта 2007 года[6].